# Laurenty (Myhowycz)
Laurenty, imię świeckie Mychajło Mychajłowycz Myhowycz (ur. 14 grudnia 1959 w Kereckach) – biskup Kościoła Prawosławnego Ukrainy (do 2018 r. Ukraińskiego Kościoła Prawosławnego Patriarchatu Kijowskiego).

## Życiorys
W 1977 ukończył szkołę średnią, w latach 1978–1980 odbywał zasadniczą służbę wojskową. Następnie podjął naukę w moskiewskim seminarium duchownym, które ukończył w 1983. Naukę teologii kontynuował zaocznie w Moskiewskiej Akademii Duchownej i ukończył ją w 1992 z tytułem kandydata nauk teologicznych. Był już wtedy mnichem; w 1983 złożył wieczyste śluby zakonne. W tym samym roku w monasterze Wniebowstąpienia Pańskiego w Czumaljowem przyjął święcenia diakońskie z rąk biskupa mukaczewskiego i użhorodzkiego Sawy. Dwa lata później metropolita kijowski i halicki Filaret wyświęcił go na hieromnicha i skierował do pracy duszpasterskiej w soborze Wniebowstąpienia Pańskiego w Chuście.
W 1990, gdy biskup Sawa został przeniesiony na katedrę połtawską, ks. Myhowycz przeszedł razem z nim do nowej eparchii i objął stanowisko proboszcza katedralnego soboru św. Makarego oraz sekretarza biskupa. W 1992 został przewodniczącym Wydziału Wydawniczego Ukraińskiego Kościoła Prawosławnego. W 1993 otrzymał godność archimandryty.
W latach 1996–2000 służył w Łotewskim Kościele Prawosławnym jako sekretarz jego Synodu, prorektor prawosławnego seminarium duchownego w Rydze, proboszcz parafii przy soborze Trójcy Świętej w Rydze oraz dziekan dekanatów windawskiego i lipawskiego. W związku z upływem terminu prawa pobytu na terytorium Łotwy w 2000 przeszedł do Egzarchatu Białoruskiego Patriarchatu Moskiewskiego i przez dwa lata służył w parafii w Mozyrzu.
W 2004 przeszedł w jurysdykcję Ukraińskiego Autokefalicznego Kościoła Prawosławnego i w grudniu tego samego roku został w soborze św. Andrzeja w Kijowie wyświęcony na biskupa połtawskiego w tejże jurysdykcji. Już na początku roku następnego przeszedł w jurysdykcję Ukraińskiego Kościoła Prawosławnego Patriarchatu Kijowskiego, gdzie otrzymał tytuł biskupa wyszhorodzkiego. Jeszcze w tym samym 2005 został biskupem charkowskim i bohoduchowskim. W 2013 został biskupem pomocniczym eparchii kijowskiej z tytułem biskupa wasylkowskiego. Od 2018 r. jest hierarchą Kościoła Prawosławnego Ukrainy. W 2021 r. objął katedrę ługańską.